# Guido Dieckmann
Guido Dieckmann (* 1969 in Heidelberg) ist ein deutscher Schriftsteller, der vor allem historische Romane schreibt.

## Leben
Dieckmann studierte Geschichte und Anglistik in Mannheim und Jerusalem. Nach dem Studium arbeitete er zunächst als Übersetzer, dann als Wirtschaftshistoriker im Archiv eines Versicherungsunternehmens. Sein Debüt als Schriftsteller feierte er 2000 mit dem historischen Roman Die Poetin, es folgten zahlreiche weitere Werke dieses Genres. Mit Luther, dem Roman zum erfolgreichen Kinofilm, gelang ihm 2003 der Sprung in die Spiegel-Bestsellerliste. Auch zu dem Kinofilm Albert Schweitzer – Ein Leben für Afrika schrieb er das Buch zum Film.
Er lebt mit seiner Familie im rheinland-pfälzischen Haßloch.

## Auszeichnungen
- 2014 Goldener Homer als beste Kurzgeschichte für Schleichendes Gift

## Veröffentlichungen (Auswahl)
- Die Poetin. 2000, ISBN 3-7466-1661-1.
- Die Gewölbe des Doktor Hahnemann. 2002, ISBN 3-352-00585-0.
- Luther. 2003, ISBN 3-7466-2000-7.
- Die Magistra. 2004, ISBN 3-7466-2095-3.
- Der Bader von St. Denis. 2004, ISBN 3-7466-2195-X.
- Die Nacht des steinernen Reiters. 2005, ISBN 3-7466-2119-4.
- Die Frau mit den Seidenaugen. 2007, ISBN 978-3-7466-2364-1.
- Die Jungfrau mit dem Bogen. 2007, ISBN 978-3-499-24566-4.
- Albert Schweitzer: Ein Leben für Afrika. 2009, ISBN 978-3-7466-2540-9.
- Die Meisterin der schwarzen Kunst. 2009, ISBN 978-3-499-24806-1.
- Die Königin der Gaukler. 2010, ISBN 978-3-499-25410-9.
- Herrin über Licht und Schatten. 2011, ISBN 978-3-499-25590-8.
- Die Stadt der schwarzen Schwestern. 2013, ISBN 978-3-499-25937-1.
- Die sieben Templer. 2015, ISBN 978-3-7466-3174-5.
- Die Heilerinnen von Aragón. 2016, ISBN 978-3-499-27175-5.
- Das Geheimnis des Poeten. 2017, ISBN 978-3-7466-3235-3.
- Der Pakt der sieben Templer. 2018, ISBN 978-3-7466-3388-6.
- Die Mission der sieben Templer. 2019, ISBN 978-3-7466-3578-1.
- Die Kreuzfahrt: 1936 – Eine junge Frau und ihre gefährliche Mission. 2020, ISBN 978-3-7466-3661-0.
- Die Leuchtturmwärterin. 2023, ISBN 978-3-7857-2260-2.